# Hetschenbach
Der Hetschenbach ist ein knapp acht Kilometer langes Kerbsohlentalgewässer im Süden des Saarlandes. Er durchfließt den Ort Walsheim und mündet in Gersheim von links in die Blies.

## Name
Das Verb hetschen bedeutet so viel wie 'schluchzen, gurgeln, seufzen; langsam, schleifend, schleppend gehen'.

## Geographie

### Verlauf
Der Hetschenbach entspringt am Hang des Großen Kahlenberges westsüdwestlich von Böckweiler, das bereits jenseits der Wasserscheide am Oberlauf des Schreckelbaches liegt, in einer Höhe von knapp 400 m ü. NN und mündet auf einer Höhe von   205 m ü. NN im Ortszentrum von Gersheim in die Blies.
Zwei Quellen bilden etwa 100 Meter südlich bzw. westlich den Hetschenbach, wobei die weiter nördlich gelegene der beiden Quellen als der Hauptursprung angesehen wird. Das Wasser entspringt – wie bei vielen anderen Quellen dieser Region – an der Grenzschicht zwischen dem obenliegenden, teilweise schon sehr ausgelaugtem Mittlerem Muschelkalk und der darunter befindlichen Ton-/ Mergelschicht. Im Auenbereich finden sich lehmige Ablagerungen. Wenig unterhalb des Zusammenlaufs der beiden Bäche wird das Gewässer zu einer Viehtränke aufgestaut.
Oberhalb von Walsheim folgt der Bach weitgehend ungehindert den natürlichen Gegebenheiten, während auf seinem Unterlauf ein meist trapezförmiges Betonbett seinen Fluss bestimmt.
Aufgrund seiner Bodenbeschaffenheit besteht ein relativ hohes Gefährdungspotential für eine Auswaschung von Nitrat und ähnlichen Gefahrstoffen für den Wasserhaushalt. Die extensive Bodennutzung (hauptsächlich Wald und Wiesen) dezimiert diese Gefahr jedoch. Walsheim ist noch nicht an das Netz der Abwasserentsorgung angeschlossen. Das Schmutzwasser der Haushalte wird Sammlern zugeführt. Der Hetschenbach hat die Gewässergüteklasse II. In Walsheim befindet sich auf 245 m ü. NN ein Pegel, der vom saarländischen Landesamt für Umwelt- und Arbeitsschutz (LUA) unterhalten wird.

### Zuflüsse
- Frohmbach (links)
- Seyweiler Frohmbach (links)
- Erzbach (links)
- Langenbrunnen (links)

## Flora und Fauna

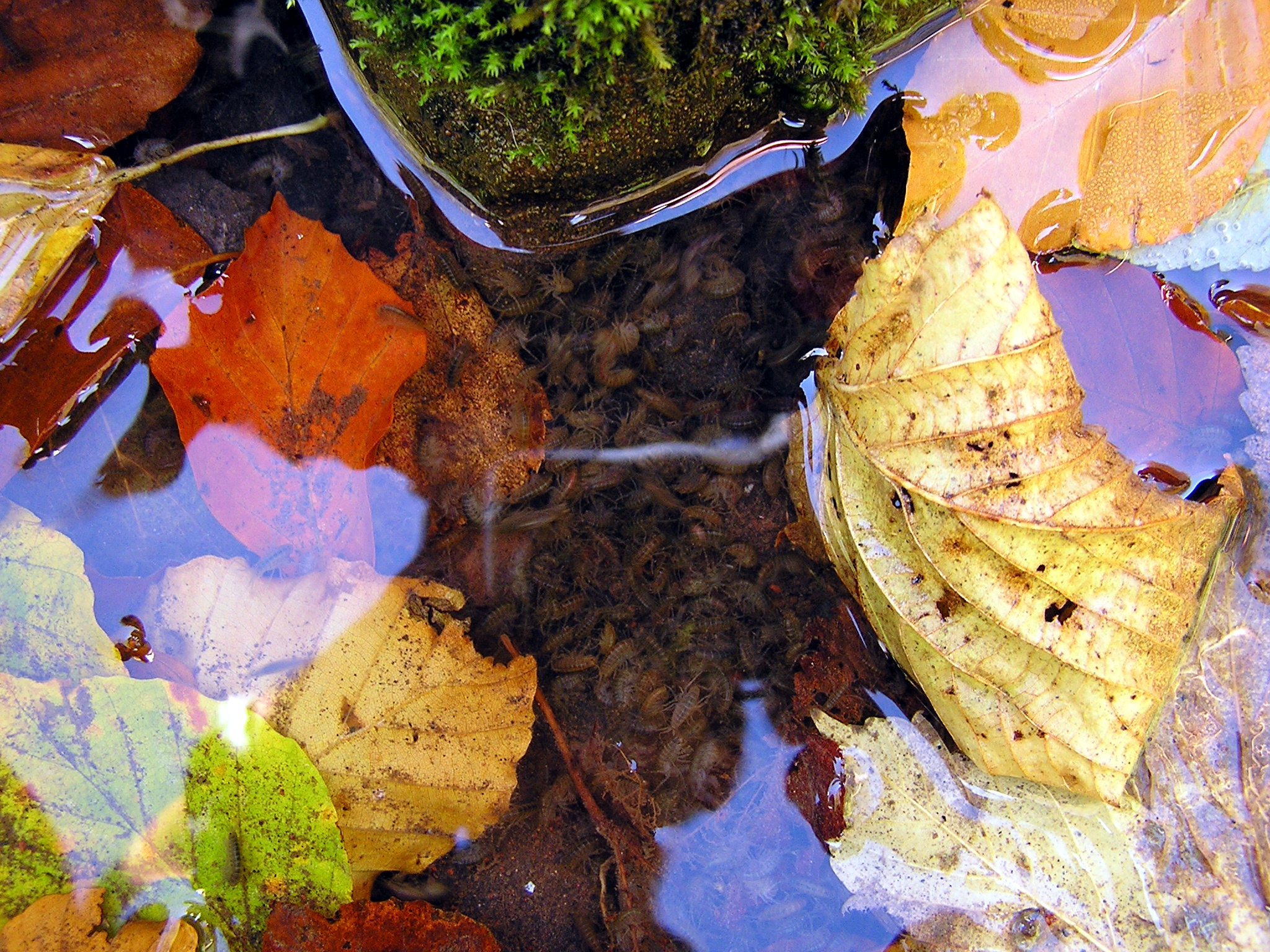
Flohkrebse im Bachwasser

Der Hetschbach wird von Erlen, Eschen und Weiden besäumt.
Im Hetschenbach wurden 14 verschiedene Lebewesen nachgewiesen. Mit Abstand am häufigsten kommt der zirka 2 cm lange Flohkrebs Gammarus fossarum bzw. Gammarus pulex vor. Außerdem wurden im Flusswasser die in Deutschland recht seltene und als gefährdet geltende Groppen gefunden, ferner Strudelwürmer, Wenigborster (Oligochaeta), Eintagsfliegenlarven, Köcherfliegenlarven sowie weitere Fliegenlarvenarten.
Die häufigste Pflanzenart sind Weißes Straußgras, Sumpfdotterblume, Sumpf-Segge, Zottiges Weidenröschen, Kleinblütiges Weidenröschen, Schwadengras, Sumpf-Schwertlilie, Gewöhnlicher Blutweiderich (Lythrum salicaria), Wasserminze, Rohrglanzgras, Kriechender Hahnenfuß, Bittersüßer Nachtschatten und die Bachbunge.